# Aphonopelma brunnius
Aphonopelma brunnius är en spindelart som beskrevs av Chamberlin 1940. Aphonopelma brunnius ingår i släktet Aphonopelma och familjen fågelspindlar. Inga underarter finns listade i Catalogue of Life.